# カール・ウォリンジャー

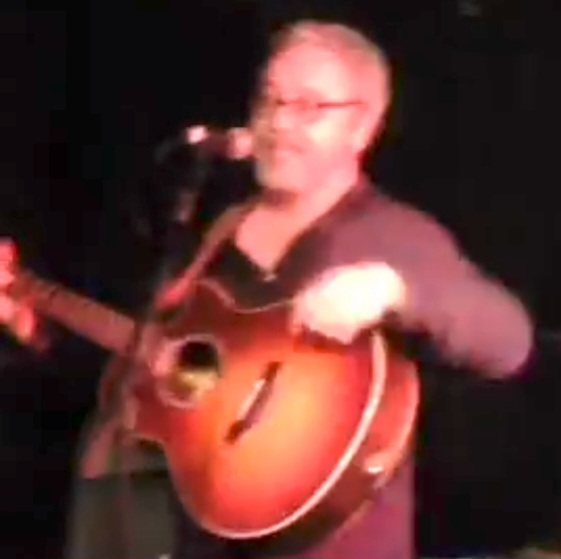
カール・ウォリンジャー

カール・エドモンド・ド・ヴィアー・ウォリンジャー（Karl Edmond De Vere Wallinger、1957年10月19日 - 2024年3月10日）はイギリス・ウェールズ生まれのロック・ミュージシャン。
ソロ・プロジェクト的なワールド・パーティー (World Party) 名義での作品のほか、1980年代半ばのザ・ウォーターボーイズでの活動や、ロビー・ウィリアムズによるカヴァーがヒットした曲 “She’s the One” の作者としても知られる。マルチプレーヤーで、ワールド・パーティー初期の作品ではほとんどの楽器を自身で演奏している。右利きだが、右利き用ギターを逆持ちで演奏する。日本語カナ書きでの姓はウォリンガー、ウォーリンジャー、ワリンジャーなどの表記ゆれがある。

## 来歴

### 生い立ち
リヴァプールにも近いウェールズ北部のプレスタティン (Prestatyn) で、建築家の父をもつ中産階級の家庭に生まれた。子供の頃はビートルズに夢中となり、またピアノやオーボエをはじめとする楽器の練習を始めた。
音楽的才能が認められ、奨学金を得て、サリー州にあるパブリックスクール（寄宿制名門私立学校）のチャーターハウス・スクールで学んだ。同じチャーターハウス出身として知られるジェネシスのメンバーとは在学期間がずれており在学中に出会うことはなかったという。卒業後は、大学に進みオーボエ奏者としてクラシック音楽の道に進むことを期待されたが、本人にその気はなかった。後のインタビューでウォリンジャーは「オーボエを教えるのも、オーケストラに加わるのも、木管五重奏団を作るのも嫌だったんだ。自分がやりたかったのはロックだ！」と答えている。
19歳でロンドンに出て、短期間、音楽出版社ATV／ノーザン・ソングズ (ATV/Northern Songs) に勤務した。1978年にはロンドン、ウエスト・エンドで再演されたミュージカル『ロッキー・ホラー・ショー』の音楽監督も務めている。

### ザ・ウォーターボーイズ
いくつかのバンドを経て、1983年にマイク・スコット (Mike Scott) が率いるバンド、ザ・ウォーターボーイズに加わり、在籍中の2年のうちに、セカンド・アルバム『異教徒の大地』(A Pagan Place) とサード・アルバム『This is the Sea』（ジス・イズ・ザ・シー、英語版）をリリースした。
ウォリンジャーは当初、ギタリストの求めに応じて加わったものの、スコットに対してキーボーディストの必要性を納得させた。さらにバンドにオーケストレーション、ベース、パーカッションの厚みを与えていくとともに、徐々にスコットと共同での曲の制作に関わるようになった。『This is the Sea』からシングルカットされた “Don’t Bang the Drum”（英語版）は、スコットとウォリンジャーの共作としてクレジットされている。

### ワールド・パーティー初期
ウォリンジャーは、スコットとの作業のかたわら自らの作曲活動を進めていった。ウォーターボーイズが契約していたエンサイン・レコード (Ensign Records) のサポートのもと、1985年にはバンドを離れて、1986年、ワールド・パーティー名義でのファースト・アルバム『Private Revolution』（プライヴェート・レヴォリューション、英語版）を発表した。
『Private Revolution』からシングルカットされた “Ship of Fools”（英語版）は、アメリカのビルボード・ホット100で27位、オーストラリアでチャート4位となった。その後のウォリンジャー作品と同様に、アルバムの歌詞には地球環境問題を連想させるものが多い。このアルバムで演奏者クレジットに並んだ名前はほとんどがウォリンジャーの変名で、ほとんどの楽器をウォリンジャーひとりで演奏し、田舎に借りた自宅スタジオで16トラック録音している。いくつかの曲では無名なころのシネイド・オコナーがコーラスを務める。
1988年、ウォリンジャーはシーヴュー・コテージ (Seaview Cottage) と呼ばれることになるロンドンのスタジオを購入し、これによって32トラックで作業ができるようになった。セカンド・アルバム『Goodbye Jumbo』（グッバイ・ジャンボ、英語版）は1990年にリリースされ、Q誌で「今年のアルバム」に選ばれたほか、グラミー賞の最優秀オルタナティヴ・ミュージック・アルバム賞 (Best Alternative Music Album) にノミネートされた。
シングルカット曲の “Way Down Now”（英語版）は、ビルボード誌のモダン・ロック・トラックスでアメリカ1位となった。ローリング・ストーン誌はアルバムについて「ディラン、レノン、プリンス、スライ、ストーンズから彼が借りてきたものを聞きとるのはどうしようもないほどにたやすいことだが、このアルバムを模倣作だと払い除けることは、『Goodbye Jumbo』をここまで大胆にまとめ、説得力をもたせている固い信念をも見失ってしまうこととなる」と評している。

### バンド編成での活動
この後、ワールド・パーティーにはギタリストとしてデイヴィッド・キャトリン＝バーチ (David Catlin-Birch)、ドラマーとしてクリス・シャーロックが正式に加わったバンド形式となった。両名とも『Goodbye Jumbo』のプロモーション・ツアーに参加したメンバーだった。1993年、新たな体制でのサード・アルバム『Bang!』（英語版）がリリースされた。新たなアルバムでは他のアーティストとの協調も進み、一部の曲のプロデューサーにはスティーヴ・リリーホワイトが名を連ねている。レコーディングやツアーに参加したガイ・チェンバーズ (Guy Chambers) は、ウォリンジャーに多くを学んだといい、バンドは「ソングライティングの大学のようだった」とインタビューに答えている。このアルバムはイギリスのチャートで2位となった。
ウォリンジャーは、1994年のウィノナ・ライダー、イーサン・ホーク共演、ベン・スティラー監督の青春映画『リアリティ・バイツ』で作曲を担当した。サウンドトラックではU2、レニー・クラヴィッツ、ダイナソーJr.、クラウデッド・ハウスといった名前にまじって新作を提供している。
キャトリン＝バーチの脱退後、2人組となったワールド・パーティーは、1997年に『Egyptology』（エジプトロジー、英語版）をリリースした。しかし直後にアメリカでのレーベル、エンクレーヴ (The Enclave) が閉鎖したことによるプロモーション不足もあり、このアルバムはアメリカで商業的に振るわなかった。
一方、『Egyptology』収録曲の “She’s the One”（英語版）は1999年にロビー・ウィリアムズによりカヴァーされ、イギリスのチャートで1位となったのを皮切りに、種々の賞を受賞する大成功を収めた。カヴァーはチェンバーズがウィリアムズに勧めたものだったが、ウォリンジャーはカヴァーの制作についてなにも聞かされていなかったため、その後クリサリス・レコードなどとの間でトラブルとなっている。クリス・シャーロックがウィリアムズのバンドに参加するため脱退し、ワールド・パーティーは再度ウォリンジャーの個人プロジェクトとなった。

### 音楽活動の休止と再開
クリサリス・レーベルを保有するEMIとの関係が切れたワールド・パーティーは5作目となるアルバム『Dumbing Up』（ダミング・アップ、英語版）をウォリンジャー自身のレーベル、シーヴュー (Seaview) から2000年にリリースした。しかし、イギリスのアルバム・チャートで最高64位にとどまった。
2001年、ウォリンジャーは深刻な体調不良を経験し、検査で脳動脈瘤が見つかった。外科手術を受けたが右半側の視野を失うこととなり、その後5年にわたり音楽活動を休止せざるを得なかった。ウォリンジャーは “She’s the One” の印税収入がこの間の経済的負担を助けたと認め、「私が家で水に浸したクラッカーを食べている間に、あの曲はあのイギリス人たちのところに飛び出していって、私よりずっといい時間を過ごしたよ」とコメントしている。2006年にテキサス州オースティンで開かれたサウス・バイ・サウスウエスト・フェスティバルへの参加から音楽活動を再開した。
2008年、ピーター・ガブリエルとウォリンジャーが進めてきたプロジェクトである『Big Blue Ball』（ビッグ・ブルー・ボール、英語版）のアルバムが発売された。これはガブリエルのリアル・ワールド・スタジオ (Real World Studios) において1991年以降行われ、世界各地のアーティストが参加した3回のレコーディング・ウィークから生まれてきた成果をまとめたものである。
2012年には、『Arkeology』（アーケオロジー、英語版）と題したCD 5枚組のコンピレーション・アルバムをリリースし、2014年には、イギリス・ホルムファース (Holmfirth) で収録された2枚組のライブ・アルバム『Live!』をリリースした。ウォリンジャーは新たなスタジオ・アルバムの制作を度々表明しているものの、2022年現在実現していない。
2024年3月10日に死去。66歳没。

## 私生活
パートナーのスージー・ザミット (Suzie Zamit) はイギリスの2ポンド記念硬貨のデザインを行ったこともある肖像彫刻家である。

## ディスコグラフィー

### ザ・ウォーターボーイズ
- 1984 - A Pagan Place（異教徒の大地）- ピアノ、オルガン、パーカッション、コーラス
- 1985 - This is the Sea（ディス・イズ・ザ・シー）- 作曲、ベース・シンセ、ピアノ、オルガン、キーボード・プログラミング、シンセサイザー、チェレスタ、パーカッション、コーラス

### ワールド・パーティー

#### スタジオ・アルバム
- 1987 - Private Revolution（プライヴェート・レヴォリューション）
- 1990 - Goodbye Jumbo（グッバイ・ジャンボ）
- 1993 - Bang!
- 1997 - Egyptology（エジプトロジー）
- 2000 - Dumbing Up（ダミング・アップ）